# Milpillas de Allende
Milpillas de Allende es un pueblo del estado de Zacatecas México, pertenece al municipio de Teúl de González Ortega. El pueblo tiene  606 habitantes. La población se dedica principalmente al sector primario y secundario. Una de las edificaciones más importantes del pueblo es el templo en honor al Señor San José el cual se terminó a principios de 1980 al concluir la construcción de la cúpula por el Maestro de construcción Heraclio Sandoval Sandoval. Las fiestas patronales se celebran anualmente aproximadamente en la segunda semana de enero.

## Toponimia
El nombre del pueblo es el resultado de la unión de: Milpillas (lugar de milpas) y Allende, apellido de Ignacio Allende). El nombre original del pueblo era San José de Milpillas, en honor del patrono del pueblo. Sin embargo, para el censo de 1950, el pueblo aparece con el nombre de Milpillas de Allende. La palabra Milpillas no significa lugar de milpas como aquí se afirma. La palabra Milpillas es de origen náhuatl y proviene de milli-sementera y pilli- cacique; significa: en las simbras del señor cacique. Esto explica que en México existan tantos lugares con el nombre de Milpillas. La fundación de San José de Milpillas estuvo en lo que los caxcanes llamaban Tlaltihuilec y las dos caballerías llamadas Milpillas desde los tiempos prehispánicos. Se le adicionó el nombre de Allende en 1925, gestionado por el señor Ponciano Ramírez Ulloa.

## Historia
Antes de la conquista de México, esta región fue habitada por indios nativos, probablemente caxcanes. El 16 de julio de 1688, Alonso de Zevallos Villa Gutiérrez, gobernador de Nueva Galicia, le otorgó bajo cédula real a Pedro Castañeda las tierras donde se asienta el poblado.
Pedro Castañeda en realidad se llamaba Pedro de Vargas Castañeda y de los 32 apellidos que han confirmado el mosaico genético, los primeros y fundadores son: Vargas Castañeda, López, Del Muro, Flores, Ramírez, Ulloa, Navarro y Saldaña; luego en el siglo IXX llegaron los: Gutiérrez, Rivas, Barrera, Montes, Acosta, Covarrubias, Ortiz, Montes, Valdés, Arjona, Paulin, Rodríguez, Román y otros; del Siglo XX son los Arellano, Sandoval, y otros.

## Descripción geográfica
El pueblo se encuentra ubicado al sur del estado de Zacatecas, al oriente de la Sierra Madre Occidental. Sus coordenadas geográficas, según el INEGI, son: 21°19′31″ de latitud norte y 103º 36' 50" de longitud oeste, a una altitud de 1900 metros sobre el nivel del mar. Limita al norte con el municipio de Florencia de Benito Juárez, al sur con Huitzila, al este con García de la Cadena y al oeste con el estado de Jalisco. 

### Clima
El clima es semiseco, sin estación primaveral bien definida. Llueve poco más de cuatro meses al año.

## Comunicación
Cuenta con servicios de teléfono, correo, radio, televisión e internet. Está comunicada por la carretera Guadalajara - Colotlán. Además cuenta con varios caminos de terracería.

## Demografía y economía
Según el II Conteo de Población y Vivienda, el pueblo cuenta con 606 personas, de las cuales, el 50% son hombre y el otro 50% son mujeres. El pueblo tiene 303 viviendas, de las cuales 111 están deshabitadas. Su construcción es a base de ladrillo, adobe y teja.
El 10.12% se encuentra económicamente activa. La población se dedica principalmente al cultivo de maíz, fríjol, agave azul y a la ganadería.

### Educación
Según el censo del año 2000, 432 personas son alfabetas. El pueblo cuenta con  un jardín de niños, primaria y secundaria, además de escuela preparatoria.
Milpillas de Allende tuvo la mayor eficiencia terminal educativa de México. En 1991 ya contaba con 250 profesionistas con una población de 2000 habitantes. El analfabetismo fue erradicado en 1942 y su escuela primaria Fray Bartolomé de las Casas, fue la más importante por sus resultados académicos y el prestigio reconocido desde antes de 1930 hasta finales del Siglo XX.

## Fiestas
El 19 de enero se celebran las fiestas patronales en honor al Señor San José de Milpillas, las cuales son celebradas con diversas actividades culturales como rodeos, jaripeos, juegos deportivos y pirotécnicos.